# Gabriel Thullen
Pour les articles homonymes, voir Thullen.
Gabriel Thullen né le 19 juin 1964 à Bonn en Allemagne est un joueur international de handibasket de nationalité helvético-américaine.

## Activité professionnelle
Gabriel Thullen est enseignant de mathématiques et d'informatique au Cycle d'orientation depuis 1986. Il enseigne au Collège des Colombières à Versoix. Il effectue beaucoup de travaux de recherche avec ses élèves sur Wikipédia et Vikidia.

## Carrière sportive
Gabriel Thullen mesure 2,05 m, et a toujours occupé le poste de pivot. Il porte le no 15 depuis qu'il a commencé à jouer au basket-ball à l'âge de 13 ans. Après quelques années en cadet, junior puis 1re ligue, il est victime d'un accident de moto en septembre 1986. Privé de l'usage de sa jambe gauche , il découvre le handibasket dans un centre de réhabilitation au Mans (France), et à son retour à Genève il contacte l'association Sport-Handicap Genève pour pouvoir continuer à pratiquer la discipline.
L'équipe genevoise avait été dissoute en 1985, faute de joueurs. À la suite de l'insistance de Gabriel Thullen, et sous l'impulsion de Georges Carrel, un ancien joueur, l'équipe renaît en 1987. Gabriel Thullen est élu au sein du comité de Sport-Handicap Genève, et prend la responsabilité de l'équipe de handibasket. Un de ses premiers objectifs est le rapprochement avec le Meyrin Basket, le club où il jouait au moment de son accident. Cet objectif est réalisé fin 1988, et l'équipe de handibasket s'affilie alors au Meyrin Basket. À son initiative, en suivant une tradition sportive américaine, l'équipe a changé son nom en 1992 pour s'appeler les Aigles de Meyrin.

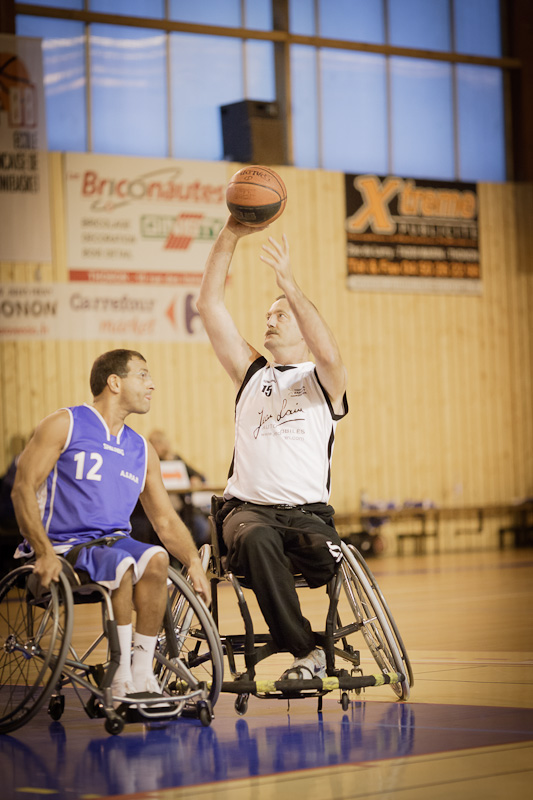

En 1999, il part un an au Québec dans le cadre d'un échange organisé par son employeur et rejoint l'équipe des Rebelles des Trois Rivières.
- Basket cadets – Stade Français de Genève (Suisse)
- Basket juniors – Meyrin Basket (Suisse)
- Basket 1re et 4e ligue – Meyrin Basket (Suisse)
- accident – 30 septembre 1986
- Handibasket – Sport-Handicap Genève
- Autres sports pratiqués :
  - Course en fauteuil roulant – Club en fauteuil roulant de la Côte
  - Ski alpin handisport

### Participations au Marathon de Genève
- 2013 - Handbike - Non classé (problème de fauteuil au départ)[3]
- 2014 - Handbike - 11ème[4]
- 2015 - Handbike - 5ème[5]
- 2016 - Fauteuil - 1er[6] (celui qui est arrivé 1er a été disqualifié, il était en handbike et la course étant réservé aux fauteuils de course)
- 2017 - Fauteuil - 3ème[7] (malgré une roue très endommagée au km 5, Gabriel Thullen termine la course avec un temps qui est un record de lenteur)
- 2018 - Fauteuil - 3ème[8]

### Clubs
- 1988-1989 :  SH Genève/Meyrin Basket
- 1989-1990 :  SH Genève/Meyrin Basket
- 1990-1991 :  SH Genève/Meyrin Basket
- 1991-1992 :  Les Aigles de Meyrin
- 1992-1993 :  Les Aigles de Meyrin
- 1993-1994 :  Les Aigles de Meyrin
- 1994-1995 :  Les Aigles de Meyrin
- 1995-1996 :  Les Aigles de Meyrin
- 1996-1997 :  Les Aigles de Meyrin
- 1997-1998 :  Les Aigles de Meyrin
- 1998-1999 :  Les Aigles de Meyrin
- 1999-2000 :  Les Aigles de Meyrin
- 2000-2001 :  Rebelles de Trois-Rivières
- 2001-2002 :  Les Aigles de Meyrin
- 2002-2003 :  Les Aigles de Meyrin
- 2003-2004 :  Thonon Basket Handisport, division nationale 2
- 2004-2005 :  Thonon Basket Handisport, division nationale 2
- 2005-2006 :  Thonon Basket Handisport, division nationale 2
- 2006-2007 :  Thonon Basket Handisport, division nationale 2, promotion en nationale 1C
- 2007-2008 :  Thonon Basket Handisport, division nationale 1C
- 2008-2009 :  BHP Pully
- 2009-2010 :  BHP Pully
- 2010-2011 :  BHP Pully
- 2011-2012 :  Thonon Basket Handisport, division nationale 1B[9]
- 2012-2013 :  Thonon Basket Handisport, division nationale 1B
- 2013-2014 :  Thonon Basket Handisport, division nationale 1B, promotion en nationale 1A
- 2014-2015 :  Thonon Basket Handisport, division nationale 1A
- 2015-2016 :  Thonon Basket Handisport, division nationale 1A
- 2016-2017 :  Thonon Basket Handisport, division nationale 1A
- 2017-2018 :  Thonon Basket Handisport cesse la compétition et les joueurs rejoignent d'autres clubs.
- 2018-2019 :  Espérance Phoenix Pully[10]
- 2019-2020 :  Espérance Phoenix Pully - championnat interrompu par le Covid.
- 2020-2021 :  Espérance Phoenix Pully - pas de championnat
- 2021-2022 :  Espérance Phoenix Pully
- 2022-2023 :  Espérance Phoenix Pully
- 2023-2024 :  Espérance Phoenix Pully

### Palmarès
- Sélectionné pour l’Équipe nationale suisse en 1996
- Champion Suisse en 1999, 2000
- Vice-champion Suisse en 1995, 1996, 1997, 1998, 2001, 2002, 2003
- Vainqueur de la Coupe de Suisse en 1994, 1996, 1998, 2000, 2002
- Vainqueur de la Coupe Régionale Rhône-Alpes en 2004, 2005
- Coupe de France de la Commission[11],[12] en 2013

#### Distinctions personnelles
- Meilleur joueur étranger, tournoi des Spitfires 1992, Toronto (Canada)
- Meilleur marqueur, Coupe de France régionale 2005